# Teschendorf (Burg Stargard)
Teschendorf is een plaats en voormalige gemeente en is sinds 2009 een onderdeel van de gemeente Burg Stargard in de Duitse deelstaat Mecklenburg-Voor-Pommeren, en maakt deel uit van het district Mecklenburgische Seenplatte.